# دينا إبشتاين
دينا جوليا بولاشيك إبشتاين (30 نوفمبر 1916 - 14 نوفمبر 2013) كانت أمينة مكتبة موسيقية أمريكية، ومؤلفة، وعالمة موسيقى.

## الحياة المبكرة
وُلدت إبشتاين في ميلووكي لوالدها ويليام بولاشيك ووالدتها هيلدا سات. درست الموسيقى في جامعة شيكاغو وعلوم المكتبات في جامعة إلينوي، وتخرجت عام 1943. عملت كفهرس في نفس المؤسسة أثناء إتمام دراستها، وبعد تخرجها تم تعيينها أمينة مكتبة الموسيقى الكبرى في مكتبة نيوارك العامة. في عام 1946، بدأت العمل كفهرس ومراجعة في قسم الموسيقى بمكتبة الكونغرس. بعد فترة قضتها كربّة منزل، عادت إلى جامعة شيكاغو في عام 1964 كمساعدة لأمين مكتبة الموسيقى، وهو المنصب الذي شغلته لمدة 22 عامًا.

## المنح الدراسية
بدأت إبشتاين في عام 1955 البحث في الأصول التاريخية للموسيقى الأمريكية التي نشأت بين العبيد الأمريكيين. في عام 1977، نشرت كتابًا حول هذا الموضوع بعنوان "الألحان المذنبة والأغاني الروحية: الموسيقى الشعبية السوداء حتى الحرب الأهلية"، الذي فاز بجائزة الفلكلور في شيكاغو وجائزة سيمكينز من الجمعية التاريخية الجنوبية. من بين اكتشافاتها الأخرى، أثبتت إبشتاين أن آلة البانجو نشأت من تقاليد العبيد الأفارقة، وليس من الثقافة الريفية البيضاء، وهو اكتشاف "حطم الأساطير وأدى إلى إحياء رائع لموسيقى الفرق السوداء". حصلت إبشتاين على منحتين من المنحة الوطنية للإنسانية لدعم أبحاثها، التي تم نشرها في العديد من المجلات الموسيقية. كما نشرت كتابًا بعنوان "نشر الموسيقى في شيكاغو قبل 1871"عام 1969، وكتابًا آخر بعنوان "جئت غريبة: قصة فتاة من هول هاوس" في عام 1989، وهو سيرة ذاتية محررة لوالدتها.

## الإرث
شغلت إبشتاين منصب رئيسة جمعية مكتبات الموسيقى (MLA) من عام 1977 إلى 1979، ومنحت أعلى جائزة من الجمعية في عام 1986. كما تمنح الجمعية جائزة بحثية تحمل اسم إبشتاين.
أنشأ المخرج السينمائي جيم كاريير فيلم أمينة المكتبة والبانجو لتوثيق مساهمة إبشتاين في الإثنو-موسيقولوجيا الأمريكية. وذكر أن إبشتاين "ثوّرت فهمنا للموسيقى الأمريكية... نحن نأخذ كأمر مسلم به أن الموسيقى الأفرو-أمريكية هي الجذر الأساسي للموسيقى الأمريكية الشعبية. ونحن مدينون بالكثير من هذا الفهم لهذه الأمينة الموسيقية التي شرعت في تصحيح التاريخ".
تحتفظ جامعة كولومبيا كوليدج شيكاغو بأوراق إبشتاين ومراسلاتها في مركز أبحاث الموسيقى السوداء.
ظهرت إبشتاين أيضًا في برنامج وثائقي على قناة PBS بعنوان التجربة الأمريكية، في حلقة "شيكاغو، مدينة القرن". يظهر حديثها عن والدتها وظروف حي نير ويست سايد في نهاية القرن التاسع عشر على القرص الثالث: معركة من أجل شيكاغو .

## روابط خارجية
https://mms.newberry.org/xml/xml_files/Epstein.xml
https://digitalcommons.colum.edu/cmbr_guides/15/